# Голубкова, Анна Артемьевна
Анна Артемьевна Голубкова (28 сентября 1918, Витебск — 29 августа 2003 года, Витебск, Белоруссия) — раскройщица Витебской обувной фабрики «Красной Октябрь» Министерства лёгкой промышленности Белорусской ССР. Герой Социалистического Труда (1971).
Участница партизанского движения в Белоруссии в годы Великой Отечественной войны. С 1936 года закройщица, с 1979 года резчик обувной фабрики «Красный Октябрь» в Витебске.

## Биография
Указом Президиума Верховного Совета СССР от 5 апреля 1971 года «за выдающиеся успехи в досрочном выполнении заданий пятилетнего плана и большой творческий вклад в развитие производства тканей, трикотажа, обуви, швейных изделий и другой продукции легкой промышленности» удостоена звания Героя Социалистического Труда с вручением ордена Ленина и золотой медали «Серп и Молот».
После выхода на пенсию Анна Артемовна вела воспитательную работу среди молодежи города.

## Награды
В 1949 году Анна Артемовна награждена медалью «За трудовое отличие», а в 1960 году за активное участие в общественной жизни и высокие производственные показатели награждена орденом Ленина, в 1966 году — орденом «Знак Почета», в 1970 — медалью «За доблестный труд».
Почётный гражданин Витебска.

## Сочинения
- За экономию кожевенного сырья. — Минск, 1951